# Фундуклеевска женска гимназия
Фундуклеевската женска гимназия е средно учебно заведение, основано през 1860 г. в Киев. Първата женска гимназия в Киев.

## История
Фундуклеевската женска гимназия е основана през 1860 г. Инициатор и основен организатор на създаването на първата женска гимназия е бившият киевски губернатор, известният филантроп Иван Фундуклей, който не само дарява собственото си имение на гимназията, но и ежегодно отделя средства от собственото си състояние за нейната поддръжка. В знак на благодарност за дарението както самата гимназия, така и улицата, на която се е намирала (сега улица „Богдан Хмелницки“), са кръстени на филантропа.
През 1858 – 1862 г. попечител на Киевския образователен окръг е Николай Пирогов, който повдига въпроса за откриването на девическа гимназия в града, следвайки примера на Санктпетербургското Мариинско училище. Това нововъведение е подкрепено от император Александър II и императрица Мария Александровна.
Тържественото откриване на учебното заведение се състои на 7 януари 1860 г. Длъжността директор на гимназията е заета от Андрей Иванович Линниченко, доцент в университета „Свети Владимир“.
Момичета на възраст от 9 до 13 години са били приемани да учат. Пълният курс продължава шест години. Имало е подготвителен клас за неграмотни момичета. В гимназията са се преподавали Закон Божий, руска литература, история, география, естествени науки, аритметика, френски, немски и полски езици, рисуване, ръкоделие, музика, пеене и танци. Първоначално тук учат 40 момичета, включително дъщерята на генерал-губернатора Василчиков, която той изпраща в гимназията за пример. До края на първата учебна година вече има 75 ученички, а през 1866 г. – 525 ученички.
Преподаватели са професори от Киевския университет. Учителите в гимназията са Микола Василенко (история), Володимир Науменко (литература), Александър Кошиц (музика и пеене), Иван Стешенко (литература), Назарий Фаворов (Божи закон), Елисей Трегубов, Густав Шпет и Васил Сербулов.
Архитект на Фундуклеевската девическа гимназия през 1880 – 1889 г. е Александър-Петро-Адриан Шиле. През 1896–1897 г. архитект на гимназията е Иполит Володимирович Николаев.
Образованието във Фундуклеевската гимназия е платено. Годишната такса е била 25 рубли. Благодарение на заможни предприемачи, които са и почетни попечители на гимназията, момичета от бедни семейства имат възможност да учат безплатно. Сред почетните попечители са известни личности като Лазар Бродски, Моисей Халперин, Лев Гинзбург, Михаил Дегтярьов, Давид Марголин и Николай Терещенко.
Гимназията е имала и своеобразен филиал – Подилската женска гимназия, основана през 1872 г., която се е намирала в Подил на улица „Покровска“ № 4.
Гимназията съществува до установяването на съветската власт в Киев. През 20-те години на XX век в сградата на гимназията се помещават селскостопански музей (1924 – 1925), трудово училище № 54 (1928  – 1930), институт за външни отношения, Първо химическо професионално училище, курсове по стенография, счетоводство и машинопис. По време на Великата отечествена война сградата е разрушена от тежък пожар, след който от нея са останали само стените, които са значително деформирани. През 1948 – 1950 г. на мястото на разрушената гимназия е построена нова сграда, като са използвани оцелели фрагменти от конструкциите на старата сграда, с двуетажна надстройка и четириетажна пристройка от страната на улица „Пушкинска“.
Сградата, разположена на мястото на бившата гимназия, се намира на улица „Богдан Хмелницки“ № 6. Към 2025 г. нея се помещава централата на „Нафтогаз“ Украйна.

## Известни възпитаници
- Рада Киркович (1860 – 1866).[3]